# The Remix Suite
The Remix Suite es una recopilación de éxitos remezclado por el ya difunto Michael Jackson, y es su publicación póstuma de sesiones. Aunque la etiqueta como la libertad de Michael Jackson, la mayoría de los remixes son de éxitos durante su época con los Jackson Five. A partir del 25 de agosto, cada cinco remezclas fueron publicadas en digital como "suites" en iTunes y AmazonMP3 cada dos semanas (aunque la primera suite filtró más de dos semanas antes)

## Lista de canciones
1. "Skywriter" (Stargate Remix) - 4:05
2. "Never Can Say Goodbye" (Neptunes Remix) - 3:17
3. "I Wanna Be Where You Are" (Dallas Austin Remix) - 4:14
4. "Dancing Machine" (Polow da Don Remix) - 3:16
5. "ABC" (Salaam Remi Remix) - 3:29
6. "Forever Came Today" (Frankie Knuckles "Directors Cut Late Night Antics" Remix) - 7:38
7. "Dancing Machine" (Steve Aoki Remix) - 4:40
8. "Hum Along and Dance" (David Morales Giamsta Remix) - 5:48
9. "Ain't No Sunshine" (Benny Blanco Remix) - 3:08
10. "María (You Were The Only One)" (Show Me the Way to Go Home Remix) - 3:52
11. "Maybe Tomorrow" (SRP Remix) - 3:09
12. "Ben" (Konvict Remix) - 3:28
13. "I Want You Back" (Dimitri from Paris Supa Funk Brakes Mix) - 6:08

### Digital suites

#### Michael Jackson: Remix Suite I - EP
1. "Skywriter" (Stargate Remix) - 4:05
2. "Never Can Say Goodbye" (Neptunes Remix) - 3:17
3. "Dancing Machine" (Polow da Don Remix) - 3:16
4. "I Wanna Be Where You Are" (Dallas Austin Remix) - 4:14
5. "ABC" (Salaam Remix) - 3:29

#### Michael Jackson: Remix Suite II - EP
1. "Forever Came Today" (Frankie Knuckles "Directors Cut Late Night Antics" Remix) - 7:38
2. "Dancing Machine" (Steve Aoki Remix) - 4:40
3. "Hum Along and Dance" (Morales Giamsta Remix) - 5:48
4. "I Want You Back" (Dimitri from Paris Supa Funk Brakes Remix) - 6:08
5. "Dancing Machine" (Paul Oakenfold Remix) - 5:24

#### Michael Jackson: Remix Suite III - EP
1. "Ain't No Sunshine" (Benny Blanco Remix) - 3:08
2. "María" (Show Me the Way to Go Home Remix) - 3:52
3. "Who's Lovin' You" (No I.D. Remix) - 4:16
4. "Maybe Tomorrow" (SRP Remix) - 3:09
5. "Ben" (Konvict Remix) - 3:28

#### Michael Jackson: Remix Suite IV - EP
1. "I Want You Back" (Kenny Hayes Sunshine Funk Remix) - 4:31
2. "ABC" (Mark Hoppus- Chris Holmes Remix) - 3:15
3. "Darling Dear" (Rejuvenecido por DJ Muro Remix) 1 - 4:36
4. "The Love You Save" (DJ Cassidy Remix) - 3:25
5. "I'll Be There" (Wayne Wilkins Remix) - 3:41

1 - Originalmente apareció en Fuente Soul - Jackson 5 Remixes

## Las fechas de lanzamiento
| Suite         | Fecha                    |
| ------------- | ------------------------ |
| I             | 25 de agosto de 2009     |
| II            | 8 de septiembre de 2009  |
| III           | 22 de septiembre de 2009 |
| IV            | 6 de octubre de 2009     |
| CD Collection | 20 de octubre de 2009    |